# هاينريش هيلد
هاينريش هيلد (بالألمانية: Heinrich Held)‏ (و. 1868 – 1938 م) هو سياسي، وصحفي ألماني، كان عضوًا في حزب الشعب البافاري، وكان عضوًا في حزب الوسط، توفي في ريغنسبورغ، عن عمر يناهز 70 عاماً.

## مناصب
تولى منصب عضو في غرفة مندوبي بافاريا ‏
.

## التعليم
تعلم في جامعة ماربورغ، وتعلم في جامعة هايدلبرغ، وتعلم في جامعة ستراسبورغ
.